# كمبرليت

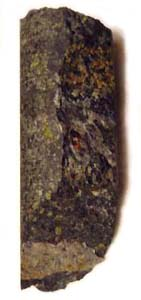
حجر الكمبرليت

الكمبرليت(Kimberlites) هي صخور بركانية على شكل أنابيب مختلفة الأشكال و يكون مصدرها عادة البراكين العالية القاعدية حيث تشكلت في عمق يبلغ من 150 إلى 200 كيلومتر تحت سطح الأرض قبل أن يقذف بها البركان خارجا ، و قد يصاحب وجود الكمبرليت وجود الماس الذي يتشكل في نفس العمق تحت سطح الأرض تحت ضغط كبير جدا، و وجود الكمبرليت بالنسبة للمنقبين عن الماس يعطيهم أملاً أكبر في ايجاد الماس أحد أثمن الأحجار الكريمة، و يتكون الكمبرليت أساسا من %90 من المعادن باعتبار أن أصله من الصهارة البركانية و هو حجر غني بالمغنيزيوم والحديد و يحتوي كذلك على البوتاسيوم و الماء وثنائي أوكسيد الكربون و نسبة قليلة من السيليكا و يعتبر هذا الحجر من مشتقات بريدوتيت
و يرجع تسمية الكمبرليت (kimberlite) إلى مدينة جنوب إفريقية اسمها كمبرلي (Kimberley) حيث اكتُشف هذا الحجر لأول مرة.